# Пафос (Кипр)
Па́фос (греч. Πάφος, тур. Baf) — город в юго-западной части острова Кипр. Административно город является центром одноимённого района (одного из шести районов Республики Кипр). 80 % населения говорит на греческом языке, для остальных 20 % жителей родной язык — турецкий.
Согласно мифологии, Пафос был назван в честь сына скульптора Пигмалиона и является родиной греческой богини любви Афродиты. Апостол Павел проповедовал в Пафосе слово Божье. В 51 г. до н. э. в городе жил известный оратор Марк Туллий Цицерон, являвшийся проконсулом Кипра. Пафос входит в список Всемирного культурного и природного наследия ЮНЕСКО. Недалеко расположен международный аэропорт.
Вместе с датским городом Орхус Пафос был выбран культурной столицей Европы 2017 года.

## Структура города
Город разделён на две части — Като-Пафос (Нижний Пафос), который также называют Неа-Пафос (Новый Пафос), и Пано-Пафос (Верхний Пафос), который также называют Ктима. Ктима — это, по сути, городской центр, где расположено большинство административных зданий города. Нижний город (Като-Пафос) протянулся вдоль берега, здесь расположены большинство достопримечательностей, отелей, множество сувенирных магазинов, баров, ресторанов и дискотек.

## Мифология
Согласно греческой мифологии, на находящемся в 15 км к востоку от Пафоса пляже Петра-ту-Ромиу («Ромейская скала») родилась Афродита, богиня любви и красоты, которая вышла из морской пены. Большая часть мест в городе связаны с именем богини. Наиболее известные среди них — Скала Афродиты, Храм Афродиты в п. Куклия, Купальня Афродиты и Фонтан Любви в Лахи.

## История города

Пафос на карте городов-государств древнего Кипра

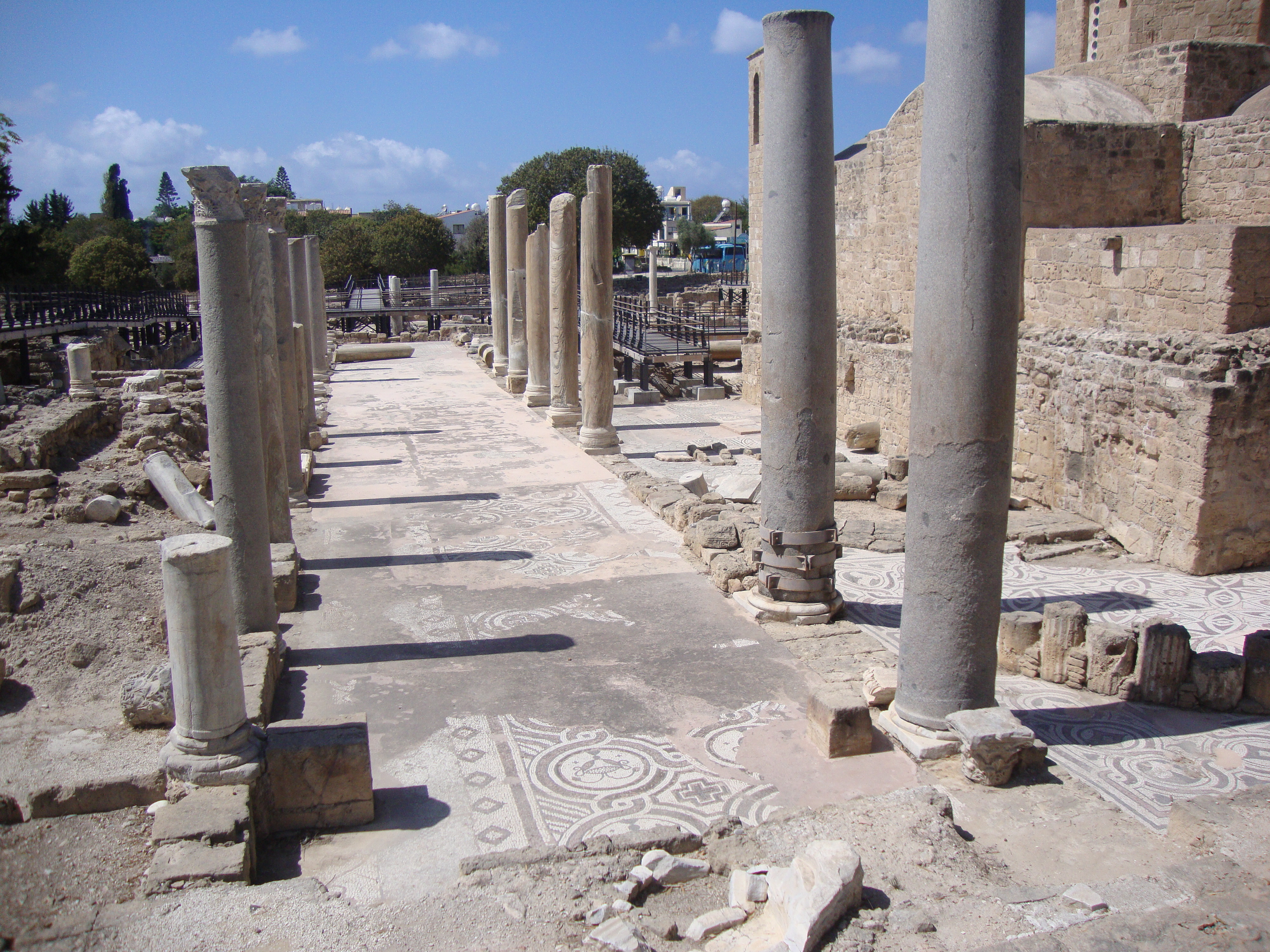
Руины ранневизантийской базилики в ареале церкви Панагия Хрисополитисса

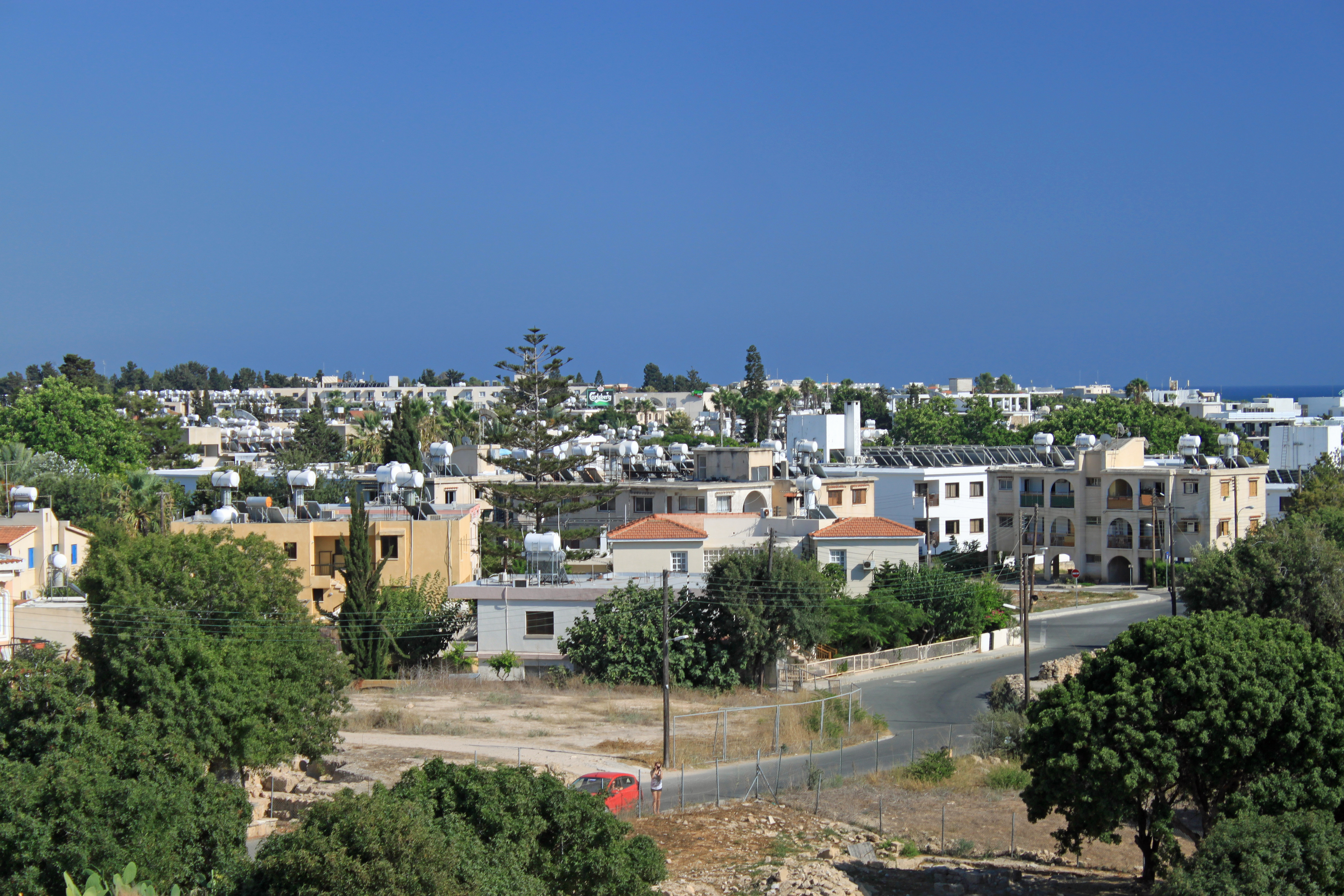
Вид на Старый (Нижний) Пафос

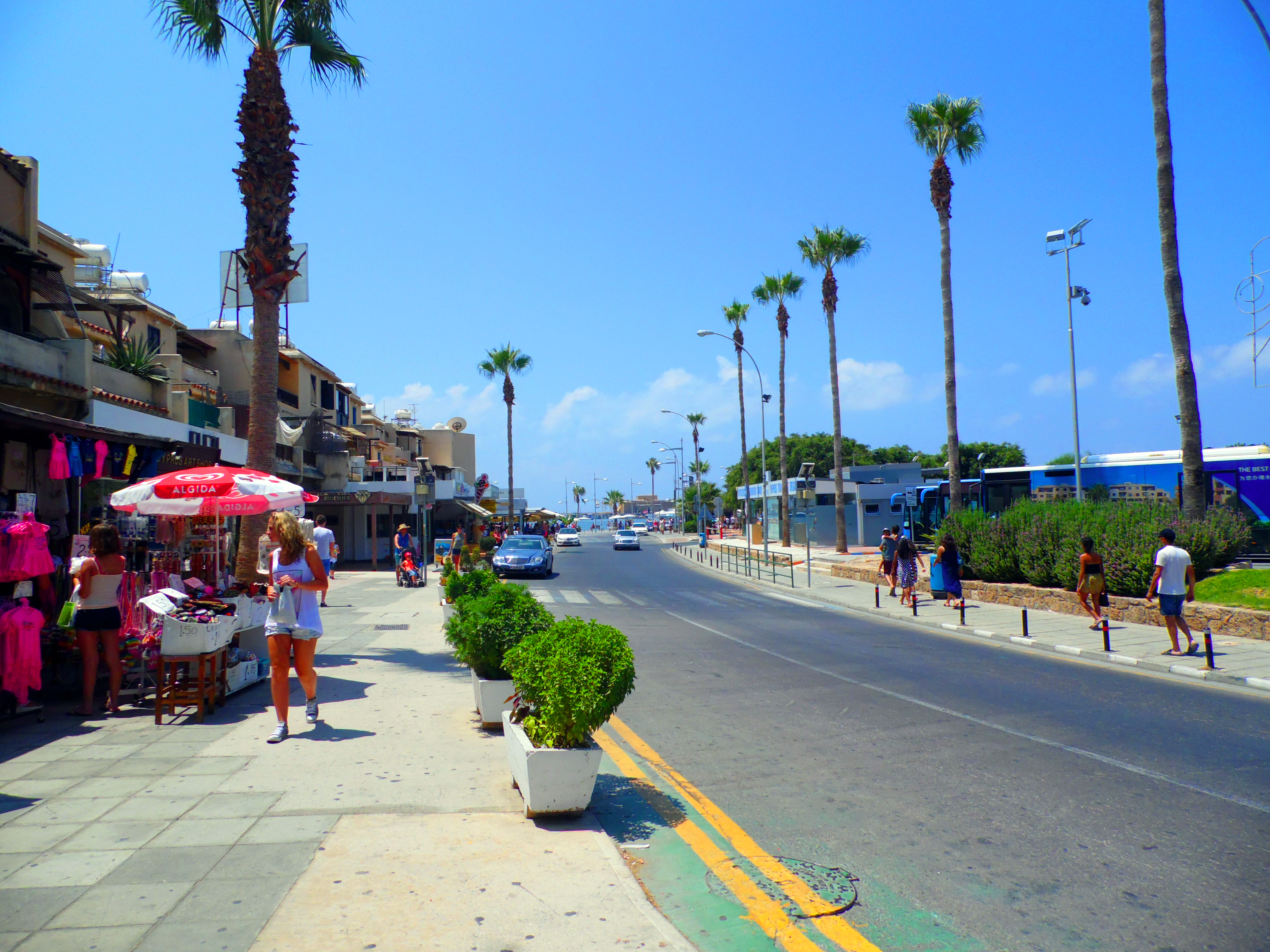
Авеню Святого Павла в Нижнем Пафосе, ведущая к набережной Пафосской гавани, справа — автобусная станция

Согласно археологическим исследованиям, первое поселение на месте Старого Пафоса возникло в период неолита. Это поселение стало центром религиозного культа Афродиты и догреческих божеств плодородия. Культ пафосской Афродиты почитался не только на Кипре, но и постепенно распространился на всю Эгеиду. Старый Пафос (Палеа-Пафос), на месте которого ныне располагается деревня Куклия примерно в 12 км на юго-восток вдоль побережья от современного города Пафос, был основан на возвышенности в 10 стадиях от морского берега. Это догреческое этеокипрское поселение восприняло культ богини плодородия (позднее трансформировавшийся в культ Афродиты) вероятнее всего у финикийцев. Самые ранние из найденных здесь женских фигурок и амулетов божеств плодородия датируются 3-м тысячелетием до н. э. Теменос богини был создан в Старом Пафосе ещё до первых сооружений позднего бронзового века. Согласно мифологии, основателем Палеа-Пафоса и его первым царём был финикиец Кинир, современник троянских событий, построивший святилище Афродиты и ставший её первым верховным жрецом. Кинирады (греч. Κινυράδαι), считавшие себя потомками Кинира, были жрецами и прорицателями святилищ Афродиты в Пафосе и в Амафунте, а также какое-то время были царями Палеа-Пафоса.
Согласно Страбону и Павсанию, основателем Нового Пафоса (Неа-Пафоса) в районе гавани современного города Пафос считается один из участников Троянской войны, предводитель аркадцев Агапенор. Произошло это вскоре после окончания Троянской войны, около XII века до н. э.. Агапенор не только основал Неа-Пафос, но и воздвиг в Старом Пафосе величественный храм Афродиты. Останки этого храма сохранились до наших дней. Эта легенда является одним из свидетельств греко-микенской колонизации этого района около XI века до н. э. Несмотря на то, что политический центр переместился в Неа-Пафос, религиозным центром культа Афродиты оставался Палеа-Пафос. Так продолжалось до разрушения старого Пафоса с его храмом Афродиты землетрясением.
За греческой колонизацией Пафоса в этом регионе наступает начало железного века (XI век до н. э.). О переходе острова под власть греков свидетельствует также переход от кипро-минойского письма, надписи на котором исчезают к X веку до н. э., к кипрскому письму, которое возникает в Пафосе, и на котором писали местные греческие колонисты. При этом Пафос обособляется от других греческих колоний, о чём свидетельствует особый местный вариант письма. Примерно столетием позже греческой начинается и финикийская колонизация Кипра, очевидно затронувшая и район Пафоса. Переселение финикийцев на Кипр возрастает к VIII веку до н. э. Однако в этот же период (или несколько раньше) Кипр попадает под власть Ассирии.
Существование поселения на месте Неа-Пафоса в IV веке до н. э. подтверждается археологическими раскопками. Существует предположение, что это поселение было основано царём Палеа-Пафоса Никоклом около 310 года до н. э. В том же IV веке Пафос попал под власть египетских правителей Птолемеев, с династией которых связан первый период расцвета древнего Пафоса, перенявшего функции столицы Кипра у Саламина. Город стал важным военным аванпостом державы Птолемеев в Восточном Средиземноморье; кроме того, порт Пафоса стал центром вывоза в Египет кипрской древесины. В городе проживал стратегос — военный комендант острова; нередко Пафос посещали и сами цари из династии Птолемеев. Пафос имел право чеканить свою монету. Площадь древнего Пафоса составляла 95 га. Город был полностью окружён крепостной стеной. Кварталы имели прямоугольную планировку, за каждым было закреплено определённое функциональное назначение. Так, жилой квартал располагался в западной части города. Имелись торговый квартал и квартал общественных зданий.
В 58 году до н. э., после самоубийства царя Пафоса Птолемея Кипрского, город попал под власть Рима. После прихода римлян Пафос сохранил функции административного центра острова и стал местопребыванием римского проконсула. Пафос остался единственным кипрским городом, сохранившим право чеканить собственную монету. В середине I века н. э., после того как римский проконсул острова Сергий Павел принял христианство, Кипр стал, вероятно, первой территорией, получившей христианского правителя. К римскому времени относится создание наиболее крупных археологических памятников Пафоса (за исключением комплекса гробниц). Значительная их часть относится ко второй половине II — началу III веков н. э. В ходе раскопок были открыты амфитеатр, одеон, асклепион, агора. В Пафосе существовали храмы Зевса, Аполлона, Артемиды, Афродиты. Пафос сильно пострадал во время землетрясения 342 года. Хотя к концу IV века большая часть Неа-Паофоса была восстановлена, город утратил столичные функции: административный центр острова был перенесён в Констанцию (бывший Саламин). Пафос стал резиденцией епископа (первое упоминание об этом относится к Никейскому собору 325 года). В этот период Пафос получил ряд крупных христианских построек — в том числе базилику Хрисополитисса.
Около 647 года н. э., с началом арабских набегов на остров, была основана верхняя часть города (Пано-Пафос или Ктима). В VII—IX веках, в неспокойный период арабских нашествий на Кипр, Пафос постепенно приходил в упадок. Возрождения Пафоса началось после присоединения острова в 965 году к Византийской империи. В 1191 году Пафос сдался войскам крестоносцев под предводительством английского короля Ричарда I Львиное Сердце. В 1192 году Кипром стал править вассал Ричарда Ги де Лузиньян, основатель династии Лузиньянов. Город был значительно укреплён: его защищала основанная византийцами в начале VII века и перестроенная Лузиньянами крепость Саранта Колонес. Крепость, однако, не устояла во время землетрясения 1222 года, и вместо её восстановления в порту был построен ныне существующий замок меньшего размера. Ещё в период Лузиньянов Неа-Пафос, подверженный нападениям с моря, начал пустеть (жители уходили в более безопасный Верхний Пафос), а окончательный упадок наступил во времена венецианского, а затем турецкого правлений. Древний порт был занесён песком, а подъём уровня дна гавани вследствие заиливания сделал гавань Пафоса недоступной для крупных кораблей; побережье опустело. В 1800-х годах число жителей Пафоса едва достигало тысячи; к 1881 году число жителей увеличилось вдвое. В 1908 году морское дно близ порта было углублено, что способствовало экономическому подъёму Пафоса. В XX веке город стал крупным туристическим центром.
В 1980 году старая часть Пафоса была включена в список Всемирного наследия ЮНЕСКО.

## Достопримечательности

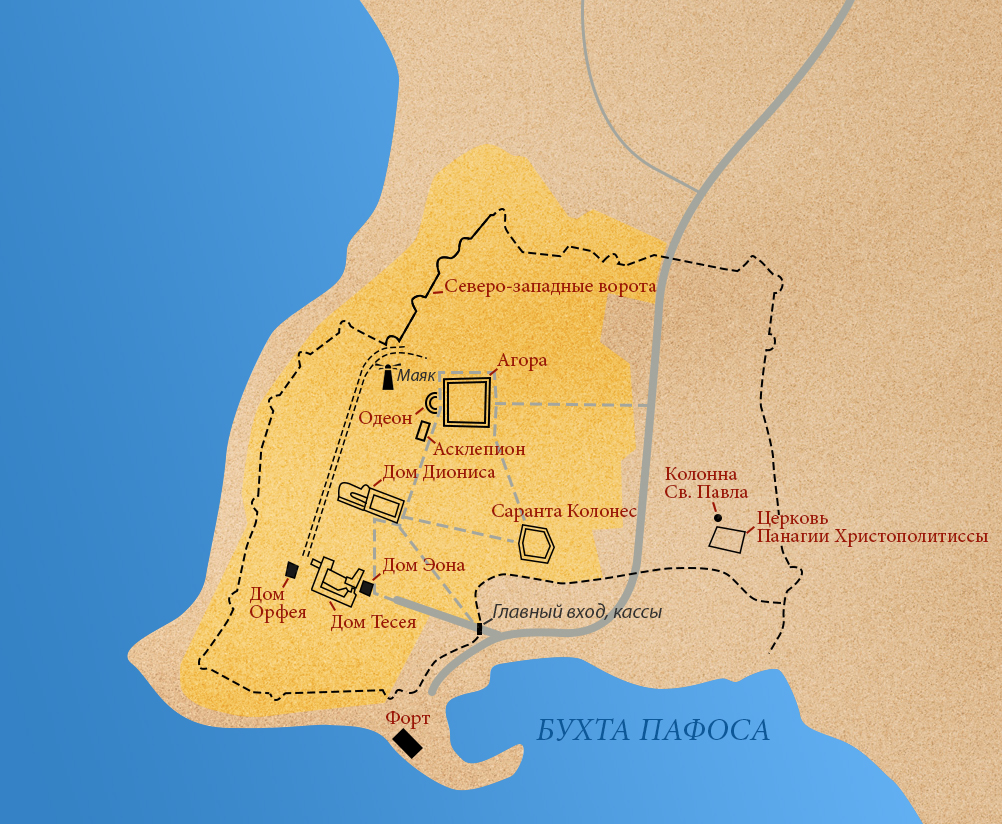
Схема расположения исторических объектов Като-Пафоса, жёлтым выделена основная территория археологического парка

В Пафосе остались следы древнегреческой цивилизации, датируемые примерно 300 годом до н. э..
В Пафосе располагается большой древнегреческий некрополь под названием Царские гробницы.
В Пафосе сохранилось много византийских церквей. В центральной части Като Пафоса на небольшой скале стоит Церковь Панагия Теоскепасти, основанная в X веке и восстановленная в 1923 году. Недалеко от неё расположена Церковь Агиа Кириаки (Панагия Хрисополитисса), построенная в XIII веке на месте ранневизантийской базилики IV века, в ареале которой находится столб, к которому во время бичевания римлянами был привязан апостол Павел. Чуть западнее Агиа Кириаки расположены древнегреческие катакомбы, в которых позже скрывались от римских властей первые христиане. В одной из них находится святой источник и часовня Святой Соломонии, матери семи мучеников Маккавеев, которая, по преданию, захоронена в этих же катакомбах. Также в этих катакомбах есть пещера Агиос Агапитикос, которая знаменита тем, что может на всю жизнь соединить влюблённых. По легенде, если любящие друг друга люди придут вместе в эту пещеру, то они будут жить долго и счастливо, никогда не расставаясь.
На западной стороне гавани Пафос находится Пафосский замок, основанный византийцами и несколько раз перестраивавшийся Лузиньянами, венецианцами и турками.
Помимо обширного Археологического парка в Като-Пафосе, в Ктиме находятся городские музеи: Археологический, Византийский, Этнографический и другие.

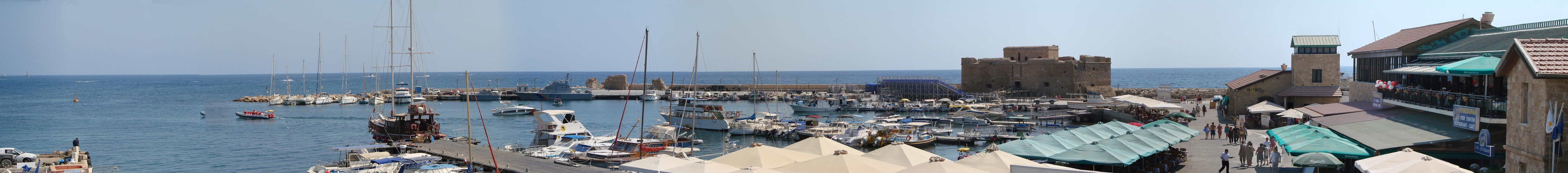
Панорамный вид из порта и средневековый замок в Пафосе

## Госпитали
В Пафосе есть одна государственная больница, которая расположена в Анаваргосе (к северо-востоку от городского центра). Госпиталь был построен взамен старой больницы, которая, в свою очередь, была снесена. В настоящее время это современный медицинский центр. Ранее (во время открытия  Neapolis University) обсуждалось, что госпиталь может быть превращен в университетскую больницу. 
В Пафосе находится два хосписа. Хоспис Друзей (The Friends Hospice) и Хоспис Архангела Михаила (The Archangel Michael Hospice) (основан Католической Церковью на Пафосе)
Также есть несколько частных клиник, которые расположены по всему Пафосу, например Частный Госпиталь Святого Георгия, который был построен в 1991 году. 

## Образование

### Начальное образование
В муниципалитете Пафос есть 38 школ начального образования, 8 школ среднего образования (также называются гимназиями или лицеями), 4 частных английских школы и одна русская школа.

### Высшее образование
В городе находятся:
- Neapolis University, который открылся в июне 2010 года.
- Факультет туризма, гостиничного бизнеса и предпринимательства Кипрского Технологического Университета (TEPAK)
- Американский Университет Бейрута

## Средства массовой информации на русском языке

### Газеты
- Русский край

### Радиостанции
| Название канала        | Частота канала |
| ---------------------- | -------------- |
| «Русское Радио (Кипр)» | 100,3 МГц      |
| «Русская Волна»        | 104,3 МГц      |

## Климат
Пафос обладает типично средиземноморским климатом, с большим количеством осадков в период с середины ноября по март. Летом дождей практически не бывает, особенно в июле и августе. Показатели влажности воздуха держатся в среднем на уровне 85 %.
Снегопады бывают редко, примерно раз в 10 лет. Снег быстро тает. Последний значительный снегопад в центре города произошёл зимой в 2001 году.
Максимальная температура воздуха достигает 35 °C.
| Показатель                                             | Янв. | Фев. | Март | Апр. | Май  | Июнь | Июль | Авг. | Сен. | Окт. | Нояб. | Дек. | Год   |
| ------------------------------------------------------ | ---- | ---- | ---- | ---- | ---- | ---- | ---- | ---- | ---- | ---- | ----- | ---- | ----- |
| Абсолютный максимум, °C                                | 24,0 | 26,0 | 30,4 | 32,8 | 34,7 | 37,0 | 38,2 | 36,6 | 36,2 | 34,6 | 31,5  | 24,4 | 38,2  |
| Средний суточный максимум, °C                          | 17,0 | 16,9 | 18,5 | 21,3 | 24,4 | 27,7 | 29,9 | 30,4 | 28,8 | 26,6 | 22,4  | 18,6 | 23,6  |
| Средняя температура, °C                                | 12,5 | 12,3 | 13,6 | 16,3 | 19,5 | 22,8 | 25,2 | 25,7 | 23,8 | 21,5 | 17,5  | 14,2 | 18,7  |
| Средний суточный минимум, °C                           | 8,0  | 7,6  | 8,7  | 11,3 | 14,5 | 17,8 | 20,4 | 21,0 | 18,8 | 16,4 | 12,6  | 9,7  | 13,9  |
| Абсолютный минимум, °C                                 | −1,5 | −3,6 | 0,8  | 1,6  | 8,5  | 10,5 | 15,0 | 17,0 | 12,6 | 9,6  | 2,8   | −1,3 | −3,6  |
| Норма осадков, мм                                      | 80,2 | 64,2 | 34,3 | 18,7 | 5,3  | 1,6  | 0,3  | 0,0  | 3,8  | 18,0 | 66,4  | 93,9 | 386,7 |
| Температура воды, °C                                   | 16   | 16   | 17   | 18   | 20   | 23   | 25   | 26   | 26   | 24   | 21    | 18   | 21    |
| Источник: METEOROLOGICAL SERVICE, Туристический портал |      |      |      |      |      |      |      |      |      |      |       |      |       |

## Города-побратимы
- Греция — Ханья
- Греция — Каламария
- Греция — Превеза
- Греция — Ламия
- Греция — Керкира
- Греция — Митилена
- Италия — Анцио

## Галерея

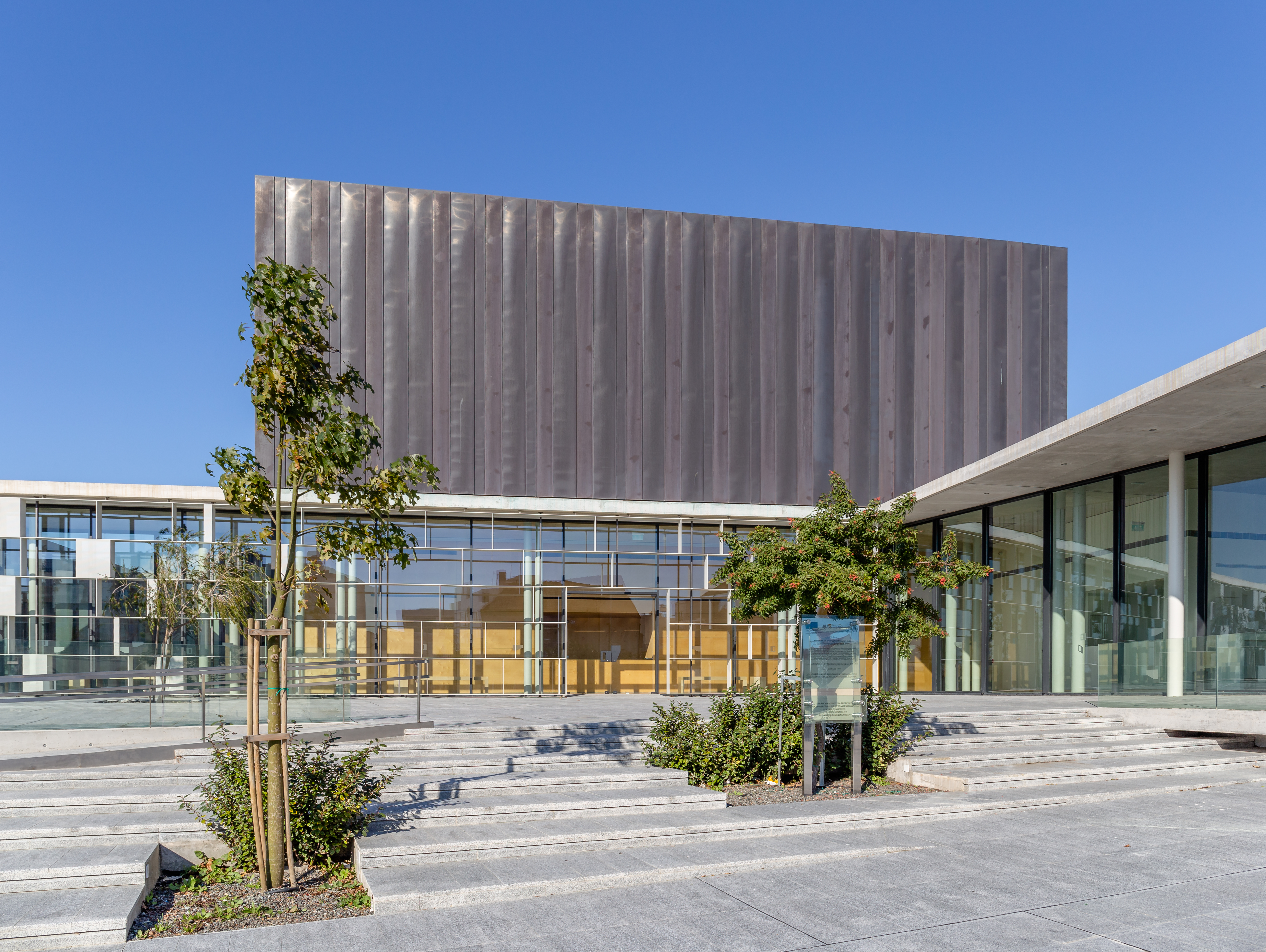
Театр Маркидео
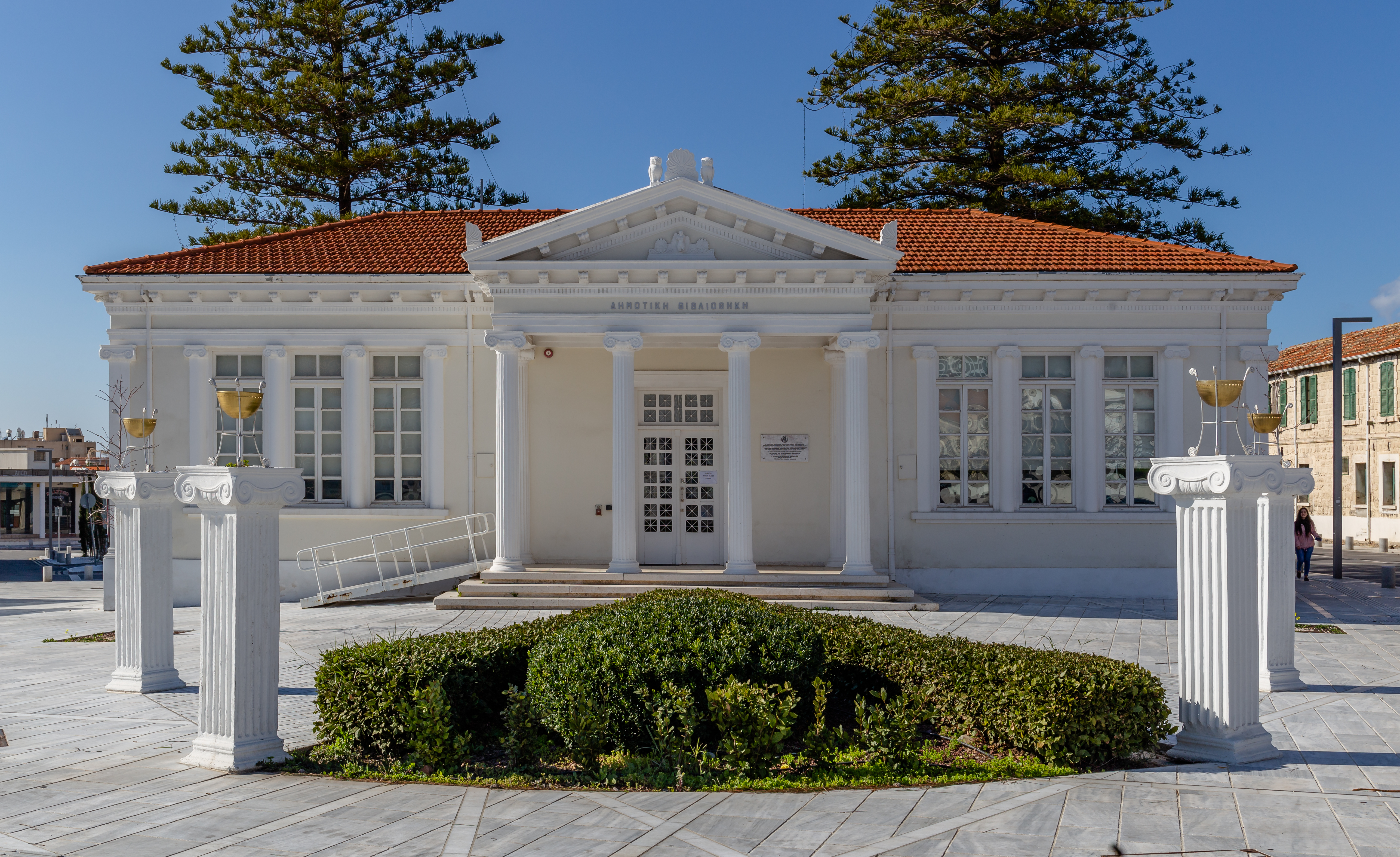
Городская библиотека
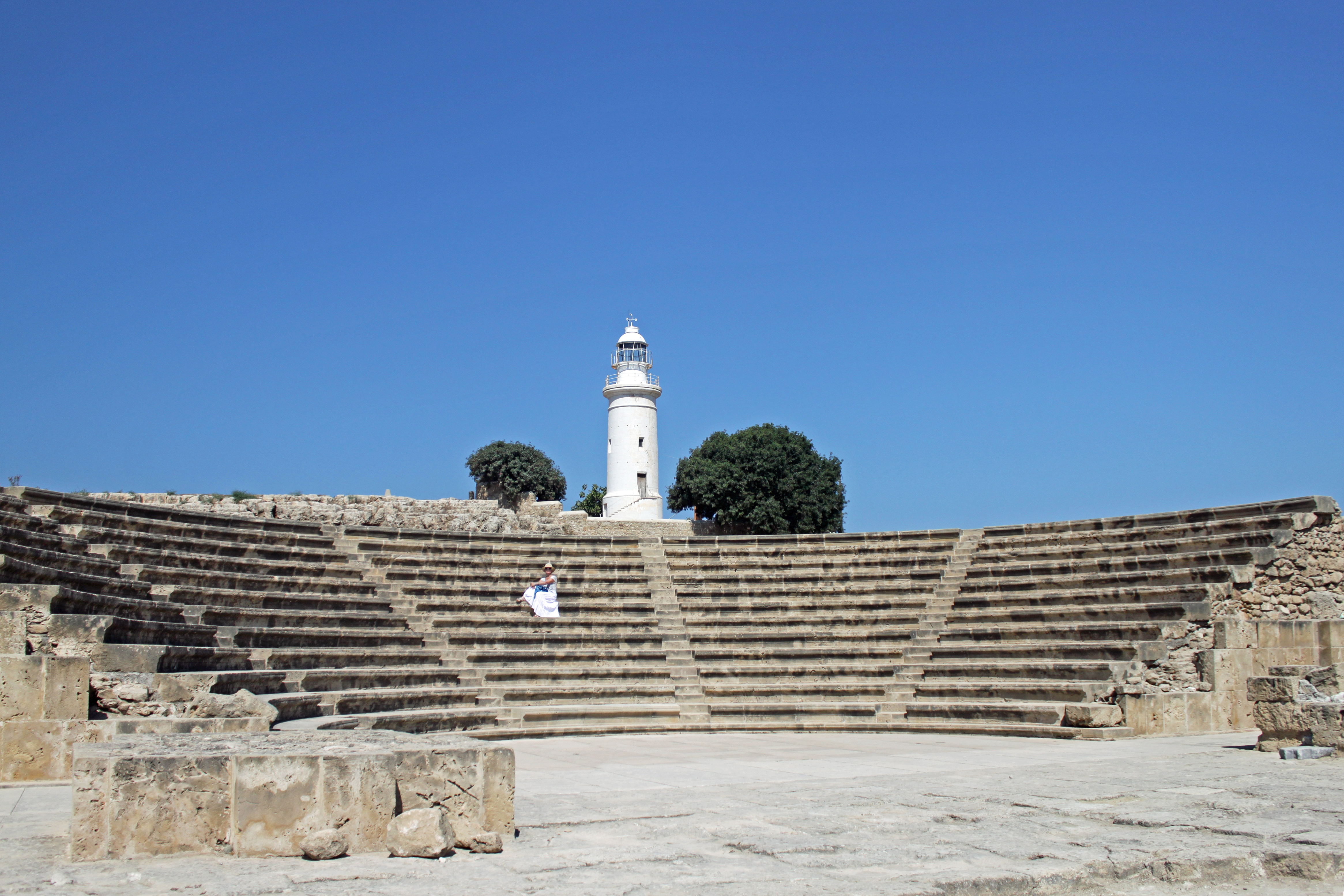
Одеон в археологическом парке Пафоса
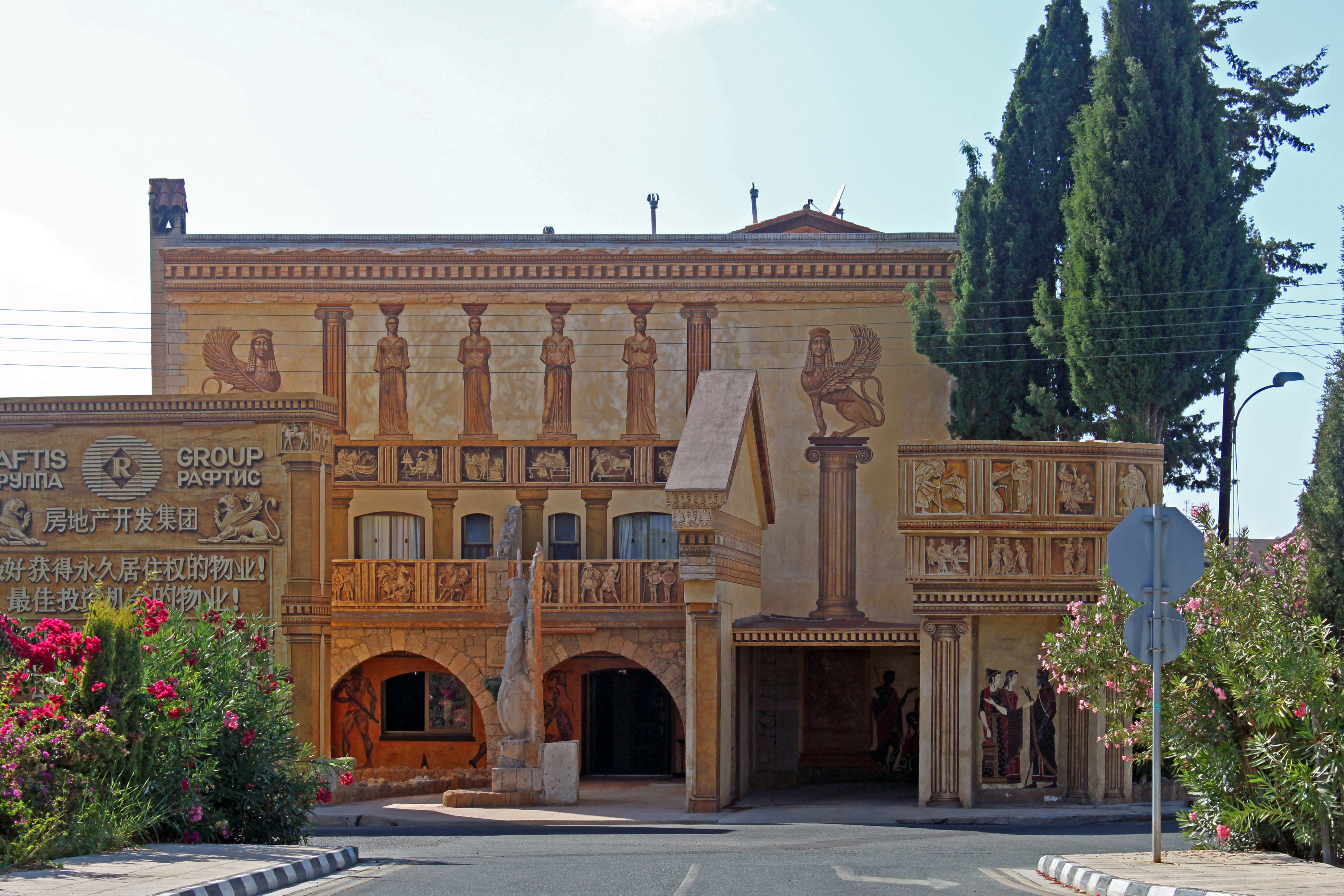
Офисное здание в Пафосе
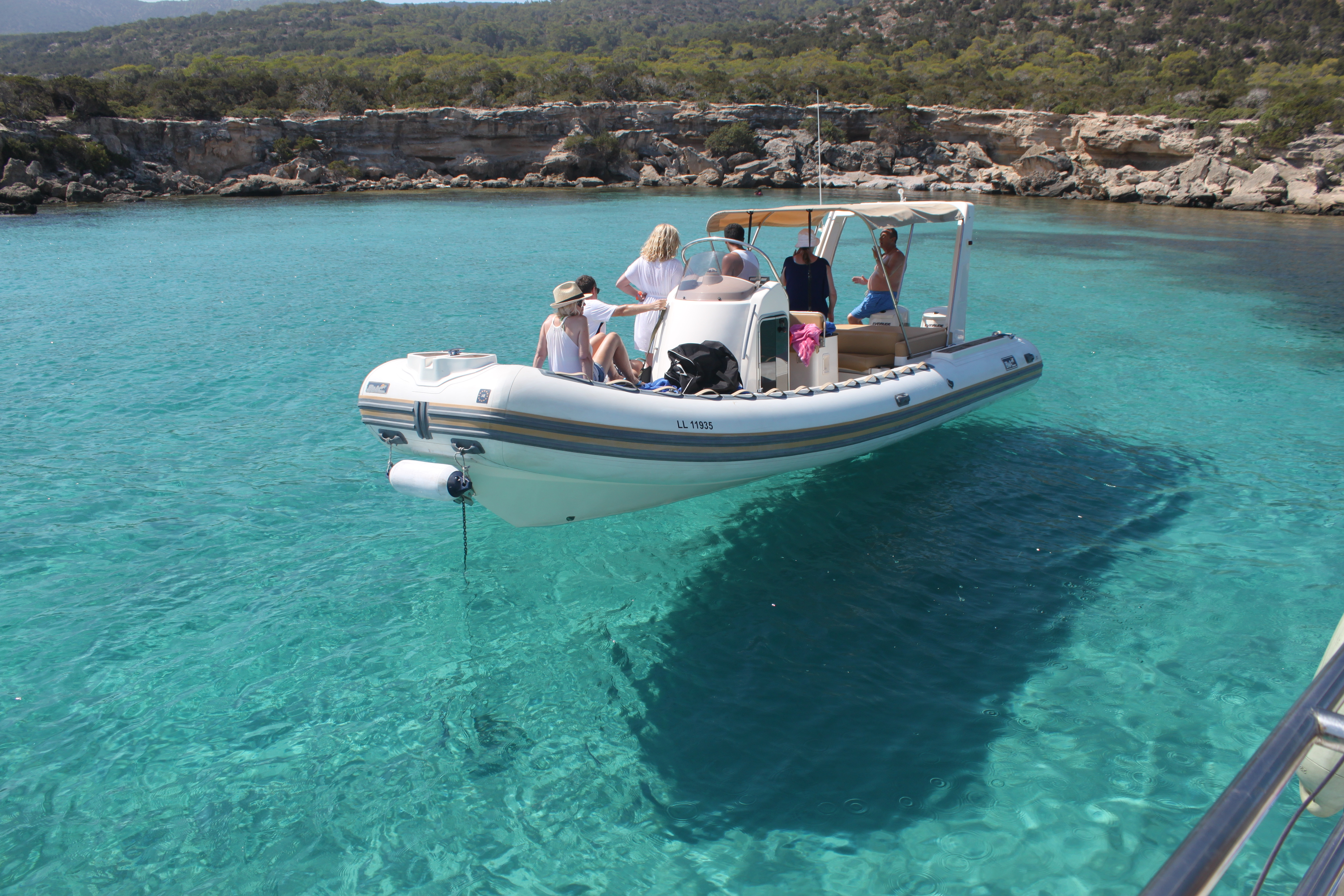
Голубая лагуна в заповеднике Акамас